# Баглаї (зупинний пункт)
Баглаї — пасажирський залізничний зупинний пункт Жмеринської дирекції Південно-Західної залізниці розташований на двооколійній, електрифікованій змінним струмом лінії Гречани — Тернопіль.
Розташований біля с. Баглаї Волочиського району між станціями Наркевичі та Війтівці.
На зупинному пункті зупиняються приміські поїзди.